# Kanarieströmmen
Kanarieströmmen är en havsström som utgör nordatlantiska driftens södra gren. Från Irlands västkust flyter Kanarieströmmen i sydvästlig riktning ned till Senegal där den viker av västerut och övergår i Nordatlantiska ekvatorialströmmen. Strömmens låga temperatur beror på det uppvällande och näringsrika vatten som den drar upp från djuphavet.
Kanarieströmmen har fått sitt namn efter Kanarieöarna.